# Marc Luri
Marc Luri (en llatí Marcus Lurius) va ser un magistrat romà del segle i aC.
Era prefecte (governador) de Sardenya (Sardinia) sota August (llavors encara conegut com a Octavi), l'any 40 aC. Va ser expulsat de l'illa per Menes, lloctinent de Sext Pompeu que amb la seva flota dominava la mar Mediterrània. A la decisiva batalla d'Àccium contra Marc Antoni i Cleòpatra, l'any 31 aC, va dirigir l'ala dreta de la flota. No es coneix més d'ell ni de la seva família.